# ОШ „Брана Јевтић” Кусадак
Основна школа „Брана Јевтић” је oсновна школа која се налази у Кусатку, насељу у општини Смедеревска Паланка.

## Историја
Према историјским записима, почеци школства у Кусатку везују се још за четрдесете године деветнаестог века и манастир Пиносаву. Прва школа је почела да ради 1852. године. Камен темељац садашње школске зграде постављен је 1960, а школа је почела са радом 1. септембра 1964. године.
Школа има три школска објекта, и то: матичну и две подручне школе. У школској години 2013/14. наставу је похађао 431 ученик. Од тога, матична школа је бројала 354 ученика, подручна школа у Косовцу 51 ученика и подручна школа у Почевици 26 ученика. За школу у Почевици је карактеристична комбинована настава, односно рад у комбинованим одељењима (I и III, II и IV разред). У матичној школи постоји и специјално одељење за децу са посебним потребама, које похађа 7 ученика.